# Geraldo Alves
Geraldo Washington Regufe Alves (Póvoa de Varzim, Portugal, 8 de noviembre de 1980), futbolista portugués. Juega de defensa y su actual equipo es el Astra Giurgiu de la Liga I de Rumania.

## Clubes
| Club               | País     | Año       |
| ------------------ | -------- | --------- |
| SL Benfica B       | Portugal | 1999-2000 |
| SL Benfica         | Portugal | 2000-2001 |
| SC Beira-Mar       | Portugal | 2002      |
| Gil Vicente FC     | Portugal | 2002-2003 |
| FC Paços Ferreira  | Portugal | 2003-2007 |
| AEK Atenas FC      | Grecia   | 2007-2010 |
| Steaua de Bucarest | Rumania  | 2010-2012 |
| Petrolul Ploiești  | Rumania  | 2012-     |

## Palmarés

### Campeonatos nacionales
| Título          | Club               | País    | Año  |
| --------------- | ------------------ | ------- | ---- |
| Copa de Rumania | Steaua de Bucarest | Rumania | 2011 |